# Partito di massa
I partiti di massa sono organizzazioni che nascono ed operano con l'obiettivo di rappresentare vaste fasce della società e di collegarle con le istituzioni. Pertanto, si propongono di farsi concretamente portatori della volontà, degli interessi e delle prospettive di una classe sociale o comunque di quote significative della popolazione, i cui bisogni cercheranno di soddisfare all'interno delle istituzioni.

## Max Weber e Maurice Duverger: le caratteristiche del partito di massa
Max Weber, in La politica come professione, distingue il partito di massa, caratterizzato da strutture permanenti garantite dal tesseramento e articolata in organizzazioni locali mantenute in costante attività, dal partito di notabili. Anche Maurice Duverger opera una distinzione simile, separando il partito di massa, nel quale giocano un ruolo cruciale gli iscritti sia per il finanziamento che per le campagne elettorali, dal partito di notabili, in cui hanno grande potere, appunto, i notabili.

## Il ruolo del socialismo
Il movimento socialista giocò un ruolo fondamentale per la nascita dei moderni partiti di massa: a cavallo tra l'Ottocento e il novecento esso sottoponeva le masse lavoratrici ad un processo di aggregazione. 
Le masse di operai di fabbrica e di contadini senza terra, che crebbero a dismisura nel periodo seguente la grande depressione, cominciarono ad esercitare pressioni sempre più forti per ottenere una propria rappresentanza politica, con cui sostituire le vecchie classi dirigenti (situazione descritta in romanzi di Steinbeck quali Uomini e topi, La battaglia, Furore).
Con le rivendicazioni politiche delle masse, fu inevitabile un allargamento della base elettorale, che contribuì alla nascita dello stato democratico.
Il nuovo modello di democrazia richiese la creazione di grandi strutture organizzative e la nascita dei "politici di professione".

## Partito di massa e partito "pigliatutto"
Otto Kirchheimer negli anni sessanta, individua delle linee guida nella trasformazione che si sta verificando nei partiti di massa: essi stanno diventando partiti “pigliatutto“ ((EN)  catch all party), all'interno dei quali ormai il ruolo della ideologia e della identità (di classe, di censo, ecc...) si è ridotto notevolmente. I dirigenti di tale partito cercano allora di espandere al massimo il seguito elettorale, di ricercare il più alto consenso possibile.
Tra le caratteristiche del partito "pigliatutto", ricordiamo la drastica riduzione dell'ideologia come linea guida operativa, la diminuzione del ruolo del singolo iscritto, l'apertura all'accesso di diversi gruppi di interesse.
Va ricordato che, comunque, alcuni partiti hanno cercato di conservare qualche caratteristica del "vecchio" partito di massa, come il radicamento territoriale.
Infine, la "legge ferrea dell'oligarchia", elaborata da Robert Michels, non distingue tra partiti di massa e pigliatutto e, pertanto, il suo valore interpretativo si spiega sull'organizzazione di tutti i partiti.